# Ruyang
Ruyang är ett härad som lyder under Luoyangs stad på prefekturnivå i Henan-provinsen i norra Kina.